# Ficus hombroniana
Ficus hombroniana är en mullbärsväxtart som beskrevs av Edred John Henry Corner. Ficus hombroniana ingår i släktet fikonsläktet, och familjen mullbärsväxter. Inga underarter finns listade i Catalogue of Life.